# Johnny Carson
John William "Johnny" Carson (Corning, 23 de outubro de 1925 – Malibu, 23 de janeiro de 2005) foi um comediante e apresentador de televisão estadunidense, conhecido pelo seu trabalho de 30 anos (1962-92) no programa de entrevistas The Tonight Show Starring Johnny Carson. Carson recebeu seis prêmios Emmy e um prêmio Peabody, e foi nomeado ao Television Academy Hall of Fame em 1987. Também recebeu a Medalha Presidencial da Liberdade, em 1992, e as Honras do Centro Kennedy, no ano seguinte.

## Início da carreira
Carson nasceu no Estado de Iowa, sendo criado em Nebraska, iniciando sua carreira artística aos 14 anos, como o mágico "The Great Carsoni". Após servir na Marinha americana durante a Segunda Guerra Mundial, passou a apresentar diversos trabalhos nas rádios e TVs de Nebraska.

## Influências
O estilo de apresentação de Johnny Carson influenciou e estimulou outros entrevistadores não só nos EUA (caso de Oprah Winfrey e David Letterman, cuja carreira se encerrou no dia 20 de maio de 2015), como em outros países. A fórmula dos programas The Noite com Danilo Gentili, do extinto Agora é Tarde, do Programa do Porchat, do Adnight e do Programa do Jô apresentados, respectivamente, por Danilo Gentili, Rafinha Bastos, Fábio Porchat, Marcelo Adnet e Jô Soares encontraram no Tonight Show uma de suas principais referências, senão a principal.

## Tonight Show
Carson se tornou o titular do "The Tonight Show Starring Johnny Carson, depois de Jack Pear deixar o programa, em outubro de 1962. Seu ajudante e locutor foi Ed McMahon durante todo o programa. Sua linha de abertura, "Heeeere's Johnny's" se tornou uma marca registrada.
Mais tarde, a maioria dos shows começou com a música e o anúncio "Heeeere's Johnny!", seguido por um breve monólogo por Carson. Este foi seguido frequentemente por esquetes cômicas, entrevistas e músicas. A marca registrada de Carson era balançar um taco de golfe fantasma no sim de seus monólogos, sempre para a esquerda, onde estava a banda do Tonight Show. Participantes por vezes parodiaram tal gesto. Bob Newhart rolou uma bola de boliche imaginária em direção à plateia.
Paul Anka escreveu a música-tema ("Johnny's Theme), uma reformulação de seu "Toot Sweet", renomeada como "It's Really Love", e gravado por Annete Funicello em 1959. Anka deu a Carson a coautoria e eles dividiram os royalties durante três décadas.
O show foi originalmente produzido em Nova York, com passagens ocasionais pela Califórnia. Em seus primeiros anos, não era ao vivo, embora durante a década de 70, a NBC tenha enviado a gravação ao vivo via satélite de Burbank a Nova York para edição. O programa tinha sido feito "ao vivo na fita" (sem interrupção não ocorreram problemas). Em maio de 1972, o programa mudou de Nova York para Burbank, na Califórnia. Carson frequentemente fazia piadas sobre a "beautiful downtown Burbank", e se referia ao "belo centro de Bakersfield, o que levou a prefeita Maria K. Shell a convidar Carson até sua cidade para ver as melhorias feitas na cidade durante a década de 1980.
Após julho de 1971, Carson parou de fazer os shows cinco dias por semana. Em vez disso, nas noites de segunda-feira havia um convidado que apresentava, deixando para Carson os outros 4 dias. Shows eram gravados em Burbank às 17h30 (horário local) e eram transmitidos às 23h30 hs. Em 8 de setembro de 1980, a pedido de Carson, o show reduziu seu formato de 90 para 60 minutos. Para preencher esse tempo vago, o "Tom Snyder's Tomorrow" foi prorrogado em mais meia hora. Joan Rivers passou a ser "apresentadora convidada" permanente a partir de setembro de 1983, ficando até 1986, quando foi demitida por aceitar apresentar um show na FOX sem consultar Carson. O Tonight Show voltou a usar o expediente de apresentadores convidados, incluindo o humorista George Carlin. Jay Leno, em seguida, tornou-se o apresentador convidado exclusivo no outono de 1987. Eventualmente, a noite de segunda-feira era de Leno, e terça ficava para o "melhor de Carson", que retransmitia o que passara um ano antes.
Carson tinha talento em contornar problemas rapidamente. Quando o monólogo de abertura ficou ruim, a banda começou a tocar "Tea for Two" e Carson dançou, para delírio da plateia. Alternadamente, Carson poderia puxar o microfone até seu rosto e anunciar "Atenção compradores K-Mart!".
O Show de Carson lançou muitos artistas, principalmente comediantes. Muitos tiveram sua vez no show, tendo que obter os risos de Carson para ser chamado para a cadeira de convidado. Carson foi o sucessor do "The Ed Sullivan Show" como uma vitrine para todos os tipos de talentos, bem como um "vaudeville-show" de variedades.
Em 1973, Carson teve um desentendimento com o paranormal Uri Geller. Carson queria uma demonstração das habilidades de Geller, e, seguindo o conselho de seu amigo e companheiro, o mágico James Randi, deu colheres a Geller e pediu para que ele as dobrasse com seus poderes psíquicos. Geller não conseguiu, e sua aparição no "The Tonight Show" foi considerada como o início da queda da carreira de Geller.
Carson processou um fabricante de banheiros portáteis, que quiseram chamar seu produto de "Here's Johnny".
Em 13 de dezembro de 1976, o comediante Don Rickles foi um dos convidados quando o apresentador convidado foi Bob Newhart. Enquanto zombava Newhart, improvisando pedaços de um passaporte imaginário, batendo na caixa de cigarro de Carson mantida em sua mesa e quebrando-a. Quando Carson voltou na noite seguinte e descobriu isso, ele levou um câmera para o estúdio ao lado, onde "CPO Sharkey", uma comédia estrelada por Rickles, estava sendo gravada. Carson invadiu o estúdio, gritando: RICKLES!. Ele interrompeu a gravação, repreendendo Rickles com uma enxurrada de insultos. Carson também provocou o colega de Rickles, o ator Harrison Page, falando com ele em um dialeto sulista exagerado. Todo o incidente parecia espontâneo, até que o escritor Mark Evanier explicou: O show de Carson foi gravado no Estúdio 1 da NBC Burbank. A sitcom de Rickles no estúdio 3, onde Leno estava... Johnny fez o seu melhor para fazer tudo parecer espontâneo, tendo tudo sido cuidadosamente planejado. Rickles, provavelmente, não sabia e pode ter sido realmente surpreendido, mas os produtores de Johnny e os de "CPO Sharkey" certamente sabiam.
Uma história que foi repetida várias vezes a ponto de ser tornar uma lenda urbana, envolveu a participação especial de Zsa Zsa Gabor carregando um gato persa branco. Gabor perguntou a Johnny se ele gostaria de ter o "bichano dela" como animal de estimação. Durante uma aparição em 1989, Jane Fonda notou que seu filho tinha reiterado o pedido, dizendo "meu filho disse que você disse" que "adoraria que você removesse esse maldito gato". É verdade? Carson negou o episódio no ar, dizendo: "eu acho que gostaria de lembrar..." Ele e Gabor responderam a investigadores que o evento jamais ocorreu. Apesar da insistência de pessoas que afirmam ter visto o episódio, não existe nenhum vídeo ou áudio que comprove.
No entanto, Carson nunca se utilizava de humor adulto. Durante uma entrevista com Dolly Parton, em referência a seu busto grande, ela disse "As pessoas estão sempre perguntando se eles são reais... e eu lhes digo que estes são meus". Carson, então, respondeu: "Eu tenho algumas orientações sobre esse show, mas eu daria o pagamento de um ano para ver o que está embaixo. Ao contrário da fita de Gabor, o vídeo com a entrevista de Parton sobrevive e é retransmitido várias vezes durante as retrospectivas do Tonight Show.
Em 1980, em um artigo da Rolling Stone, Carson causou uma reação no público ao dizer que a música "Johnny Carson" de Brian Wilson (Beach Boys), constante no álbum "Love You" de 1977 não era uma obra de arte. Wilson escrevera a canção homenagem citando o fato de não ter nenhuma canção sobre o "rei do late show".
Carson fez várias brincadeiras sobre a rotina de outras celebridades, como Wayne Newton (depois de Newton ter participado do show de Carson várias vezes). Newton afirmou em sua autobiografia de 1991, entre outras vezes, incluindo uma entrevista de 1989, com Phil Donahue, que as circunstâncias que levaram a um confronto no camarim de Carson, onde Newton o ameaçou fisicamente se Carson não cessasse as brincadeiras com conotação homossexual. Em 29 de novembro de 2007 no "Larry King Live", Wayne Newton disse: "Eu vou dizer uma coisa que eu nunca disse na televisão, King. Johnny Carson era um meio-homem espirituoso. E há pessoas que tinham mágoa dele que elas jamais vão saber. E por alguma razão em algum momento, ele decidiu transformar esse tipo de atenção negativa para mim. E eu me recusei a ter."
Carson teria detestado o que sentia ser uma deslealdade de amigos. O comediante ficou descontente quando os ex-apresentadores convidados de seu "Tonight Show", John Davidson e Joan Rivers, começaram a ter seus próprios talk-shows. O de Rivers na FOX competiu diretamente com Carson durante a temporada 1986-1987, mas durou pouco. Em 24 de junho de 2009, após a morte de Ed McMahon, Rivers elogiou-o no "Larry King Live", mas afirmou que Carson não falou com ele, até sua morte. Outro apresentador-convidado, Jay Leno, foi tratado friamente por ter substituído Carson quando este saiu. O agente de Leno então acendeu o boato falso em círculos de Hollywood de que a aposentadoria de Carson estava pendente e Leno foi o herdeiro do "Tonight Show". Carson prometeu não voltar enquanto Leno estivesse a frente do programa, e certamente faria sua última aparição na televisão cerca de um ano após sua aposentadoria no concorrente "Late Show com David Letterman".
Algumas das farpas bem humoradas de Carson foram dirigidas a seus amigos. Os cabelos de Ronald Reagan e o temperamento de Frank Sinatra e suas conexões com a máfia foram temas frequentes.

## Morte
Em 1999 Carson passou por uma operação no coração, obrigando-o a diminuir seu ritmo de vida. Morreu de enfisema pulmonar, após lutar anos contra o problema, em 23 de janeiro de 2005, em Malibu.